# Академовские маньяки

«Академовские маньяки» Артём Ануфриев (слева) и Никита Лыткин (справа) в суде в день вынесения приговора, 2 апреля 2013 года

Артём Алекса́ндрович Ану́фриев (род. 4 октября 1992 года) и Ники́та Вахта́нгович Лы́ткин (24 марта 1993 года — 30 ноября 2021 года) — российские серийные убийцы, известные также как «академовские маньяки» и «иркутские молоточники». В период с ноября 2010 года по апрель 2011 года совершили 17 нападений в Иркутском Академгородке, в том числе 6 убийств.
Задержать «молоточников» удалось 5 апреля 2011 года, им было предъявлено обвинение в совершении убийств, грабеже, надругательстве над телами умерших и организации экстремистского сообщества. Судебное следствие по делу длилось с августа 2012 года по февраль 2013 года. 2 апреля 2013 года Иркутский областной суд приговорил Ануфриева к пожизненному лишению свободы, Лыткина — к 24 годам лишения свободы. 3 октября 2013 года Верховный Суд Российской Федерации утвердил пожизненный приговор Ануфриеву, а Лыткину сократил срок заключения до 20 лет.
В 2016 году уже в местах лишения свободы Лыткин совершил ещё одно нападение — на заключённого, а в ноябре 2021 года покончил жизнь самоубийством в колонии.

## Личности преступников

### Артём Ануфриев
Артём Ануфриев родился 4 октября 1992 года в Иркутске. Рос без отца. Знакомые Ануфриевых на суде описывали Артёма в детстве только в положительных тонах. Тем не менее, детство Артёма было очень сложным в психологическом плане. На воспитание подростка огромное влияние оказывала его мать — Нина Ивановна Ануфриева, работавшая бухгалтером в страховой компании. Со слов предыдущего директора школы № 19, в которой учился Ануфриев, она учила сына ненавидеть людей. Когда Артёму ставили плохие оценки в дневник, его мать тут же писала заявление, в котором упрекала учителей в психологическом давлении на сына, а если отметки выставлялись только в журнал, то писала жалобу на сокрытие информации. В конечном итоге, когда Артём учился в 9-м классе, руководство школы вынуждено было искать нового учителя по физике, потому что предыдущая учительница отказалась заниматься с классом, где учился Ануфриев.
Между тем Ануфриев хорошо учился — ему давались литература и английский язык, он участвовал во многих мероприятиях и школьных олимпиадах, 5 лет посещал музыкальную школу по классу гитары и контрабаса, а также пел и играл в местной музыкальной группе, которая распалась после того, как её организатор уехал из Иркутска. Однако с первого класса Ануфриев был изгоем среди прочих учеников, и только ближе к выпускному классу, когда его одноклассники повзрослели и стали более дружными, Артёму удалось снять с себя это клеймо; одновременно, будучи уже в 10-м классе, он потерял в успеваемости и окончил школу с троечным аттестатом. В выпускном классе незадолго до окончания одноклассники сняли прощальный любительский фильм, в котором был эпизод, где ученики по очереди рассказывали о том, что такое, по их мнению, счастье. Ануфриев был единственным, кто заявил, что не знает, что это. Он сказал: «Если честно, я не знаю, что такое счастье. Но очень хотелось бы побыстрее узнать, что это». После школы Артём поступил в ИГМУ и одновременно пошёл работать подсобным рабочим в художественный музей.
На суде мать Артёма рассказала, что один раз он подвергся избиению со стороны группы армян, уголовное дело было заведено, «но в итоге никого не наказали». Семье Ануфриевых была перечислена денежная сумма в размере 50 тысяч рублей в качестве компенсации за моральный вред, но, со слов его матери, Артём после этого случая стал очень неуравновешенным. По некоторым данным, Ануфриев сам спровоцировал конфликт, оскорбив армянскую семью в соцсети, после чего её представители вызвали его на «разборки», а уголовное дело было прекращено за примирением сторон.
Нина Ануфриева высказывалась против дружбы своего сына с Никитой Лыткиным и считала, что их общение нужно запретить, потому что, по её мнению, Никита мог оказывать дурное влияние на Артёма.

### Никита Лыткин
Никита Лыткин родился 24 марта 1993 года. Его прадед и прабабушка были гидростроителями и участвовали в строительстве Угличской и Иркутской гидроэлектростанций, мать Марина работала продавцом в обувном магазине, об отце известно лишь, что он по национальности осетин. Как и Артём Ануфриев, Никита рос без отца — тот ушёл из семьи, когда он был совсем маленьким. Вскоре после этого отец вернулся в семью, однако его депрессия, вызванная смертью первой жены и самоубийством первого сына, не позволила ему наладить контакт с Никитой. После этого отец ещё несколько раз уходил из семьи и возвращался, но Никита от этого всё больше в нём разочаровывался. Последний раз он виделся с отцом в 16 лет, тогда им просто не удалось найти общих тем для разговора.
Внешне мальчик вёл себя тихо и спокойно, но, по словам матери, рос очень замкнутым и некоммуникабельным. Если к Лыткиным приходили гости, то он предпочитал не показываться им на глаза и каждый раз уходил к себе в комнату. В детстве его часто ловили за тем, что он разрисовывал стены в подъезде их дома. В начальной школе у Никиты был друг Артур Лысенко, который помог ему адаптироваться среди сверстников. «Он к нему как к вещи относился. <…> Никита не умел отказывать, не умел говорить „нет“. У него не было своего мнения. Я учила его, что нужно уметь сказать это самое „нет“. И когда он научился, то с Артуром они разошлись, не стали больше дружить», — рассказывала впоследствии мать Никиты.

«Я обозлился на всех, потерял веру в себя, людей и справедливость. Делился только с Артёмом. Он меня поддерживал во всём», — цитата из письма Лыткина, адресованного редакции газеты
«Иркутский репортёр» в ноябре 2012 года

До пятого класса Никита хорошо учился, имел примерное поведение, часто участвовал в творческих конкурсах и получал похвальные грамоты, его увлечением были компьютерные игры. В 2004 году на пятом году обучения Лыткин по результатам тестирования был зачислен в математический класс, хотя к математическим наукам не тяготел; в новый коллектив Никита влиться не смог. С Артёмом Ануфриевым, который учился на год старше, Лыткин познакомился на дне рождения Лысенко. К тому моменту Никита находился в состоянии глубокой депрессивной подавленности, и лишь Ануфриеву он решился доверить все свои проблемы, потому что в ответ получил с его стороны поддержку. По мнению матери Лыткина, поскольку другие ребята недолюбливали Артёма, Никита постепенно стал терять предыдущих друзей — недоброжелательное отношение к Ануфриеву стало распространяться и на него, однако сам подросток не переживал из-за этого, считая взаимоотношения с предыдущими друзьями «детской ненастоящей дружбой». Между тем, Артур Лысенко на суде заявил, что Лыткин потерял друзей вследствие некой быстрой метаморфозы, которая выразилась в том, что однажды Лыткин перестал, приходя в школу, здороваться с кем-либо, а затем и вовсе замкнулся в себе. По мнению Лысенко, это было вызвано тем, что Лыткин очень завидовал одноклассникам из более богатых семей. Нелюдимость подростка привела к тому, что одноклассники стали задирать его; Лысенко на суде высказался, что конфликтов не было бы, если Лыткин научился бы давать отпор, но он вместо этого на все колкости отвечал «сдохни», из-за чего на протяжении пяти лет школьной кличкой Лыткина была «Джимбо» (в честь персонажа американского мультипликационного сериала «Симпсоны» Джимбо Джонса, мрачного и жестокого подростка).
Вместе с Артёмом Никита организовал музыкальную группу, в которой сочинял музыку. Первоначально группа называлась «Злые Гномы» и исполняла музыку в стиле панк. Вскоре Лыткиным и Ануфриевым была создана группа под названием «Расчленённая ПугачОва», исполнявшая музыку в стиле нойз, нойзкор и грайндкор. В текстах обеих групп были лишь упоминания о насилии и нецензурная лексика. Группа «Расчленённая ПугачОва» записала ряд альбомов и сплитов, а также ряд видеоклипов, которые впоследствии Лыткин выкладывал в интернет. Правда, о его увлечениях, помимо родственников, догадывались немногие его знакомые, так как сам он в обществе не проявлял ни малейших признаков агрессии и садизма. По словам Ануфриева, Никита часто не мог за себя постоять. На момент убийств Ануфриев был единственным другом Лыткина, причём Лыткин был к нему очень привязан. В свою очередь, для Ануфриева Лыткин также был на тот момент единственным другом.
В восьмом классе Никита начал прогуливать школу и, в отличие от Артёма, отучился только девять классов, а после дважды поступал в колледжи — сначала в энергетический, затем, в 2010 году — в строительный. В первом случае его отчислили за неуспеваемость, после того, как он не сумел сдать первую сессию, во втором у Никиты назрел конфликт с одногруппниками, когда его начали задирать, и один из одногруппников стал покровительствовать ему, но взамен вымогал деньги и похищал вещи из дома Никиты. Мать Никиты написала на него заявление в милицию, но потом забрала его. Вскоре после этого Никита перестал ходить на занятия.
В детстве Никита с матерью в течение двух лет посещал церковь; оба они крестились, однако со временем Марина всё больше уделяла внимание работе, и в церковь они ходили всё реже. Затем Никита сам начал отвергать религию. Какое-то время он занимался музыкой, рисованием и кикбоксингом, но постепенно всё это забросил и стал посвящать всё свободное время регулярному посещению социальных сетей. С детства у него наблюдалось отставание в психическом развитии. Психологи советовали Марине давать ему как можно больше свободы и не ограничивать его личное пространство, однако с возрастом состояние психики Никиты стало ухудшаться, и за несколько лет до убийств он начал стесняться матери, старался, чтобы их никогда не видели вместе.

## Преступления

### Предпосылки и мотивы
Ануфриев был какое-то время участником движения НС-скинхедов (в том числе он принимал участие и в «Русском Марше» в Иркутске в 2010 году), и в определённых кругах у него было прозвище «Фацик-нацик», но в выступлениях не участвовал и особой активности не проявлял. Лыткин, по предложению Ануфриева, также общался с нацистами, но его не приняли из-за его «порочащего» отчества «Вахтангович». После ареста Артём говорил, что именно общение с неонацистами привело к тому, что он стал совершать убийства, хотя в их обществе они с Никитой надолго не задержались, сочтя их идеологию слишком пассивной и мягкой. Тогдашний негласный лидер иркутских скинхедов по прозвищу «Бумер», с которым Ануфриев в 2009 общался пару месяцев, на суде сказал, что Артём скинхедом как таковым не являлся, потому что его взгляды расходились с их идеологией. Со слов Бумера, Ануфриев мог напасть только на тех, кто не мог дать отпор.
Следователь по особо важным делам регионального управления Следственного комитета Российской Федерации капитан юстиции Евгений Карчевский, который проводил допрос обоих преступников, в период следствия рассказал, что всё скатывание жизни Ануфриева и Лыткина по наклонной, начиная со вступления в группировки скинхедов и заканчивая убийствами, было вызвано обыкновенным желанием прославиться и привлечь к себе внимание. Своеобразную роль также сыграло и то, что, когда они состояли в неонацистской организации «Белая Сила», один из её членов, некий Максим по прозвищу «Фридрих Обершульц» из Железногорска, посоветовал им прочесть книгу, название которой в переводе на русский звучит как «Рождённые ненавидеть». Пара заинтересовалась этой литературой, так как обнаружила, что описанное там психологическое состояние человека очень схоже с их собственным, и они решили, что они смогут решить свои жизненные проблемы так, как описано в книге. Это зародило в них мизантропию. Между тем, доцент кафедры современной отечественной истории Иркутского госуниверситета Александр Костров на суде сказал, что действия «молоточников» чётко вписываются в мизантропию.
Мотивом также стало желание подражать другим известным серийным убийцам, впоследствии Ануфриев и Лыткин это подтвердили. Определённую роль сыграл просмотр в 2007 году телепередачи про «битцевского маньяка» Александра Пичушкина, совершившего несколько десятков убийств в Москве. Пара заинтересовалась им, и Ануфриев создал в Сети группу «Пичушкин — наш президент». 13 февраля, за день до годовщины казни серийного убийцы Андрея Чикатило, он выложил в интернет его портрет с подписью «Андрей Романыч. Скорбим». Помимо этого, следует отметить интерес подозреваемых к так называемым «днепропетровским маньякам» — Виктору Саенко и Игорю Супрунюку, а также к иркутской банде «Магия крови», приговор по делу которой был вынесен 1 марта 2010 года. Подозреваемые открыто выражали свои симпатии к лидеру банды Константину Шумкову и к характеру деятельности банды в целом, в частности, Никитой Лыткиным была создана группа в одной из социальных сетей под названием «Иркутская антибомж-банда: „Магия крови“». Кроме того, подростки посвятили банде Шумкова один из альбомов своей нойзкор группы «Расчленённая ПугачОва» под названием «Магия крови», в интродукции к которому открыто заявили о своём намерении продолжить дело Шумкова:

Группа «Расчленённая ПугачОва» станет продолжателем дела «Магии крови» не только в музыкальном смысле, но и в настоящем смысле. <…> В нашей группе не место позерам. Допускаются только те, кто вершит судьбы быдла либо только собирается начать серьёзные действия. Если ты настроен решительно — тебе сюда.
За три месяца до ареста соседи Ануфриевых начали слышать из их квартиры странные звуки. Артём кричал «Я всех ненавижу!» и «Я вас убью!». Одновременно раздавались странные звуки, словно парень бил кулаками по стене или бросался на неё телом. Есть предположение, что он избивал мать, потому что иногда соседи слышали «Отстань от меня! Я тебе сейчас снова вмажу!» Во время следствия Артём откровенно признался, что его отношения с матерью были настолько тяжёлыми, что в тот период он опасался, что не сдержится и убьёт её. У Лыткина тоже наблюдалось похожее обострение: он почти перестал общаться с семьёй, усилилась депрессия, начал страдать бессонницей.
В ходе следствия Марина Лыткина признавала себя виноватой в причинах человеконенавистничества её сына, сказав: «Я всегда говорила ему, что в мире много добра и хороших людей больше, чем плохих, что нужно научиться прощать. Я пыталась оберегать его от неприятностей, пока могла, и тем самым сломала ему жизнь. Я перестала быть для него авторитетом, потому что сама всего лишь слабая женщина, которая ничего не добилась в жизни, которая лишь работала с утра до ночи, чтобы как-то выжить».

#### Склонение к убийствам
По словам Ануфриева, идея убивать принадлежала Лыткину, также он утверждал, что, в отличие от Лыткина, не испытывал от убийств того удовлетворения или облегчения, на которое рассчитывал, и пошёл на убийства, потому что «повёлся на прихоти» друга и «налазился, где не надо». «Буду прямо говорить — он лидер. Он не влиял, но был подстрекателем к преступлениям», — говорил Артём. В ходе следствия Ануфриев утверждал в показаниях, что в будущем планировал переехать в Санкт-Петербург, где собирался продолжить совершать преступления; позднее он отказался от своих слов.
Со слов следователя Евгения Карчевского, сам Лыткин признавался, что не стал бы совершать убийства в одиночку, поскольку «одному не интересно». «Мы с Артёмом это делали — мне понравилось», — рассказывал он. В ряде интервью Лыткин также заявлял, что, если бы его не арестовали, продолжил бы убивать.
На судебном заседании 6 марта 2013 года Лыткин заявил, что Ануфриев никак не склонял его к совершению преступлений, в ответ на что сам Ануфриев сказал: «Я с ума сойду с этим человеком». После оглашения приговора одна из выживших жертв, Нина Кузьмина, сказала: 

Никите просто не повезло с другом. Он был изгоем с пятого класса, его не приняли, и в силу своего характера он не мог этого перенести. Трудно ему было жить. И вот появился единственный друг. Артем вступил в скинхеды. Потом попал в национал-социалисты. Ему нужно было себя утвердить. Судя по тому, как Ануфриев вел себя во время всех заседаний, он довольно лживый, очень хитрый, самонадеянный. Никита у него просто оказался под рукой. Это не оправдывает Никиту нисколько, но я так ему и сказала во время прений: «Никита, тебе не повезло».
Среди следователей имело место мнение, что в паре «Ануфриев-Лыткин» Ануфриев был «мозговым центром» и «идейным вдохновителем», а Лыткин — «исполнителем», так как было установлено, что все ножевые ранения жертвам были нанесены Лыткиным. Но во время ареста Ануфриев в интервью «СМ Номер один» назвал Лыткина лидером и подстрекателем. Упомянутый выше Бумер на суде заявил, что Ануфриев был «слишком ущербным», чтобы быть лидером. С его слов, один раз их группировка напала на группу кавказцев, при этом Ануфриев никак себя не проявил и позже сбежал. Тем не менее, позже было установлено, что большинство первых ударов наносил именно Лыткин. Следователь Максим Хомяк после вынесения приговора и вовсе сказал: «Эти подростки замкнулись друг на друге, потому что подходили друг другу идеально. Ануфриев — лидер, который хотел, чтобы его понимали с полувзгляда. Лыткин — исполнитель, который мечтал об одобрении и признании».

### Хронология нападений и убийств

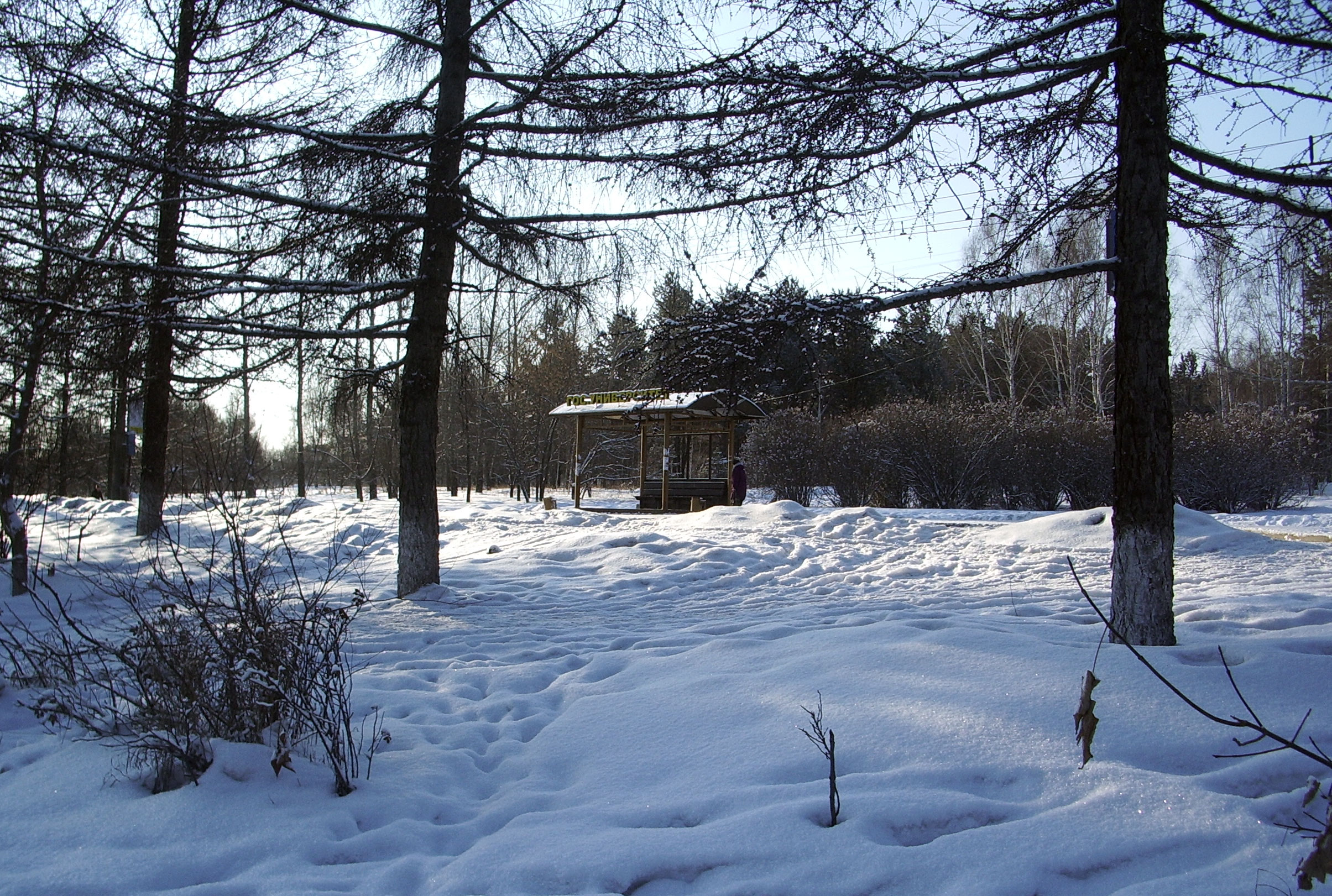
Остановка общественного транспорта «Госуниверситет» в Академгородке

В поисках жертвы Лыткин и Ануфриев ходили по одному пути — от остановки «Госуниверситет» до «Академгородка» каждый день с 18 до 22 часов. Они могли пропустить пять, десять или двадцать человек в поисках именно той жертвы, которая, как они считали, им подходила. Случалось, что они могли в течение недели ходить по этому маршруту и ни на кого не напасть. Как заявил на суде следователь Евгений Карчевский, «это был позыв, [в котором] они прислушивались к внутреннему голосу». Для убийств «молоточники» выбирали строго тёмное время суток: поздний вечер, ночь или раннее утро, зная, что их матери не подозревают об их отсутствии дома, так как обе часто работали по ночам. В качестве орудий убийств в разное время использовались киянки, молотки, бейсбольные биты, а также ножи. На допросах Ануфриев говорил, что удары в основном наносил он, в то время как Лыткин издевался над трупами. Добивали жертв они вдвоём, нанося 15, а то и 20 ударов. Поскольку Лыткин и Ануфриев всегда нападали на своих жертв со спины, никто из выживших жертв «молоточников» не смог сообщить следствию каких-либо конкретных подробностей, которые могли бы сразу изобличить преступников — все они в лучшем случае видели их только мельком и даже не запомнили их голоса. И хотя на суде они все называли одинаковые приметы нападавших и признавали, что Ануфриев и Лыткин очень похожи на них, со стопроцентной гарантией узнать в подозреваемых нападавших никто не смог.
1. 14 ноября 2010 года — нападение на Анастасию Марковскую[13]. Восемнадцатилетняя девушка шла с остановки «19 школа» в сторону посёлка Ново-Иркутский. Нападавшие разбили ей голову. Девушка осталась жива, так как убийц спугнули (согласно другим данным, она притворилась мёртвой[13]). Сотрудники ОМ-2 УВД Иркутска не стали возбуждать уголовное дело, сославшись на то, что у Марковской ничего не украли, при том, что она даже готова была описать приметы нападавших[13]. Между тем, сама Марковская сообщила о произошедшем на интернет-форуме Академгородка. Ануфриев и Лыткин, прочитав сообщение, сами стали переписываться с ней, особенно интересуясь, что она ощущала, когда её избивали[34].
2. 24 ноября 2010 года — нападение на женщину 46 лет. Напав, Ануфриев и Лыткин похитили её сумку. Дело было возбуждено, но лишь по факту грабежа, и это нападение никак не связывали с первым[13][34].
3. 1 декабря 2010 года — в этот день Ануфриев и Лыткин совершили сразу два нападения и первый раз убили человека: сначала они напали на женщину, но их опять спугнули, и они убежали, не убив её, а лишь забрав её сумку (в сумке было всего 500 рублей; на эти деньги они позже приобретут киянки[35]). Спустя некоторое время они увидели 12-летнего Даниила Семёнова, который учился в той же школе, что и они. Семёнов шёл кататься с горки на снегокате. Лыткин, заметив Семёнова, предложил Ануфриеву убить его, на что тот согласился. По словам Ануфриева, Семёнов приглянулся Лыткину как слабая жертва, не способная оказать сильного сопротивления. Подкараулив ребёнка, Лыткин оглушил его сзади ударом киянкой по голове, а когда тот упал, Ануфриев продолжил избивать его бейсбольной битой[18]. На руке Даниила была найдена гематома — очевидно, либо он пытался закрыться рукой от удара битой, либо один из убийц резко схватил его за руку. Финалом убийства стал перочинный нож, который Лыткин всадил мальчику в висок по рукоятку[18]. Семёнов был ещё жив, когда его нашёл его младший брат, который затем позвал родителей. Ануфриев и Лыткин в этот момент стояли неподалёку, наблюдая за Семёновыми, и мать Даниила Светлана даже заметила их, но не заострила на них внимания. Вызванная скорая помощь приехала с небольшим опозданием из-за дорожных пробок, когда мальчик уже скончался. Эксперты также посчитали тогда дело несчастным случаем, списав всё на то, что мальчик якобы на очень большой скорости врезался в берёзу, хотя уклон горки, с которой он катался, составлял всего 10 градусов, снегокат мальчика был без каких-либо повреждений, и, по словам бывшего следователя Максима Хомяка, который занимался этим случаем, рядом на снегу вообще не было ничего, обо что Семёнов мог бы разбить голову[13]. Уголовное дело заводить не стали, из-за чего смерть Семёнова какое-то время не связывали с убийцами. Позже Лыткин и Ануфриев признались, что на мальчике они просто «потренировались»[36][37].
4. 16 декабря 2010 года — в двадцати метрах от места, где был убит Даниил Семёнов, было найдено тело Ольги Михайловны Пирог (род. 29 августа 1941 года), ведущего научного сотрудника НИИ солнечной и земной физики. Женщина, как выяснилось, была убита по той же схеме, что и Семёнов, но на этот раз с неё для скорейшего убийства прежде, чем бить по голове, сняли шапку (позже так же поступали и с другими жертвами)[18]. На теле жертвы было насчитано 30 ножевых ранений, но деньги и драгоценности были не тронуты. Поскольку смерть Семёнова была признана несчастным случаем, некоторое время ошибочно считалось, что именно Пирог была первой убитой жертвой Ануфриева и Лыткина. На этот раз в ходе обсуждения, приготовления и самого нападения преступники вели аудиозапись[34][38].
5. 29 декабря 2010 года — в этот день молоточники снова совершили два нападения: сначала напали на Инессу Валентиновну Светлову, которой чудом удалось спастись — они только забрали у неё сумку, которую затем выбросили. В 19 часов (спустя час после нападения на Светлову), тренер местной спортивной школы 22-летняя Екатерина Карпова, будучи на 35-й неделе беременности, вместе со своей 5-летней сестрой Олей Авериной возвращалась домой — в частный сектор недалеко от Академгородка. Возле железной дороги она столкнулась с Ануфриевым и Лыткиным, но не обратила на них внимания, потому что разговаривала по мобильному телефону. Молоточники напали на них, когда обе перешли железную дорогу. Оля сумела убежать, хотя Лыткин успел ударить её в бок (позже у девочки диагностировали обширную гематому в районе плеча и печени[20]). Екатерине, несмотря на то, что она кричала, что беременна, переломали пальцы и разбили голову, но внезапно выехавшая из-за ближайшего угла машина спугнула убийц, что спасло Екатерине жизнь и беременность. В приёмном покое больницы, куда её доставили, Екатерина встретилась со Светловой, у которой были аналогичные травмы[20][39].
6. 1 января 2011 года — нападение на бездомного. Около 5 часов утра Ануфриев и Лыткин напали на бездомного мужчину, который находился один около мусорных контейнеров рядом с домом № 319 по улице Лермонтова, нанесли ему около 40 ударов и проломили голову киянками[40]. Позже он скончался в больнице; его личность установить так и не смогли, и в деле он значился как «труп № 20»[18][41]. За убийство, в результате сфабрикованного дела, был осуждён невиновный бездомный Владимир Базилевский, позже оправданный.➤
7. 30 января 2011 года — нападение на Олега Семёнова. Студент Олег Семёнов поздно ночью возвращался домой из ночного клуба «Стратосфера», когда на него напали Ануфриев и Лыткин. Семёнов сумел убежать, позже врачи диагностировали у него рвано-ушибленные раны головы, сотрясение головного мозга и черепно-мозговую травму[20].
8. 3 февраля 2011 года — нападение на пожилую женщину; позже она была доставлена в больницу с открытой черепно-мозговой травмой.
9. Ночь с 8 на 9 февраля 2011 года — Ануфриев и Лыткин напали на женщину, которая осталась жива благодаря тому, что убийц спугнула проезжавшая рядом машина[42].
10. 21 февраля 2011 года — убийство Александра Петровича Максимова. Мужчина, находившийся в состоянии алкогольного опьянения, возвращался из гостей от своей сестры, когда на него напали молоточники. У жертвы была полностью разбита челюсть и голова[43]: Лыткин выстрелил ему в затылок из пневматического пистолета «Байкал», а Ануфриев попытался извлечь глазные яблоки потерпевшего, но не смог этого сделать из-за незнания анатомии человека[18], хотя газета «СМ Номер один» впоследствии привела слова Ануфриева, сказанные им на следственном эксперименте — он утверждал, что глаза убитому пытался выколоть Лыткин[40]. Максимова хоронили в закрытом гробу и без головы, поскольку остатки черепа были сохранены как вещественные доказательства[18].
11. 27 февраля 2011 года — единственное нападение, совершённое Лыткиным на свободе в одиночку; второе — на заключённого, он совершит уже в местах лишения свободы.➤ На это раз Лыткин не стал искать уединённых мест — он напал на Нину Кузьмину[34], сидевшую на скамейке возле дома 297 на улице Лермонтова. Он дважды ударил её по голове, но женщина подняла шум, из-за чего живший в соседнем доме Александр Червяков выглянул в окно, и Лыткин, испугавшись, убежал, забрав с собой её мобильный телефон[32][34].
12. Ночь с 10 на 11 марта 2011 года — убийство Романа Файзуллина. Преступники напали на бездомного мужчину по имени Роман Файзуллин на тропинке возле остановки «Госуниверситет», недалеко от дома Ануфриева. Ануфриев дважды выстрелил жертве в лицо из пневматического пистолета, после чего они вдвоём с Лыткиным оттащили тело в кусты и стали ножами наносить ему удары по голове, в область паха и в грудь. Лыткин попытался отрезать кисть руки, но из-за того, что нож был маленький, у него получилось отрезать лишь мизинец[18][40]. Позже Ануфриев сфотографировал труп, за которым тянулся кровавый след, из окна своей квартиры[13].
13. Дата неизвестна — нападение на бездомную женщину. Жертва осталась жива, так как на этот раз преступников спугнул сотрудник полиции, проживавший поблизости и увидевший происходящее из окон своей квартиры[40].
14. Дата неизвестна — нападение на женщину. На этот раз Ануфриев и Лыткин напали на свою жертву в месте, где из-за близости людных мест с большой вероятностью могли встретиться случайные прохожие — в арке подворотни; на следственном эксперименте Ануфриев сообщил, что при этом нападении вместо ножа использовал отвёртку. Опасаясь привлечения внимания, нападавшие не стали убивать жертву и убежали, забрав сумку[44].
15. 3 апреля 2011 года — последнее нападение и убийство. На этот раз жертвой преступников стала бездомная женщина — Алевтина Куйдина, 1948 года рождения[13]. Она была убита возле НИИ. Ануфриев и Лыткин сначала убили её, а затем сняли на видеокамеру свои издевательства над телом погибшей. На видеозаписи, сделанной Ануфриевым, видно, как Лыткин отрезал ножом женщине мочку уха (позже они подбросят её на крыльцо школы № 19, в которой обучались[18][45]), после чего попытался отпилить запястья и вырезать глазные яблоки, но у него это не вышло, и тогда он с размаху всадил женщине нож в глаз, а затем стал наносить ножевые ранения в лицо. Эту видеозапись Ануфриев позже отослал своему виртуальному «другу по интересам» из Санкт-Петербурга Илье Устинову, который посчитал ролик вялым, но распространил его в Интернете; из-за этого в иркутской полиции некоторое время проходила проверка по факту утечки информации, так как появилась ошибочная версия, что якобы ролик распространила по сети сама полиция[46].

### Вопрос о возможных сообщниках
В октябре 2012 года на суде выступил 27-летний Владимир из Красноярского края, который признался, что был вторым «другом» Ануфриева, с которым он сошёлся на почве общих экстремистских взглядов. Молодой человек сообщил, что в своё время Артём признался ему в трёх убийствах и даже брал два раза на «охоту», которая, правда, оба раза закончилась ничем. В первый раз Владимир согласился пойти, так как не верил, что за убийствами стоят Ануфриев и Лыткин, а когда же он понял, что они не врут, то не стал сообщать в полицию, так как опасался, что они убьют его или причинят вред его девушке, которая жила по соседству с Ануфриевым. Владимир также рассказал, что за несколько дней до последнего убийства Лыткин в связи с достижением совершеннолетия получил повестку в армию, на что Ануфриев вскользь сказал Владимиру, что «Лыткина придётся убить, чтобы тот не спалился».
6 марта 2013 года Лыткин на суде неожиданно заявил, что Ануфриев не принимал участия в четырёх преступлениях. В частности, с его слов, Ануфриев не убивал Ольгу Пирог, вместо него с Лыткиным находился другой человек, вместе с которым он совершил ещё два преступления, а в четвёртом к ним присоединился ещё один сообщник; подсудимый назвал их имена, но пресса их не обнародовала, однако сообщила, что предполагаемый сообщник четвёртого преступления до этого проходил свидетелем. Расследование было на грани возобновления, когда 13 марта Лыткин, опять же неожиданно, признался, что никаких сообщников у него не было. Он отказался сообщить, почему ранее оговорил невиновных, однако в СМИ было высказано предположение, что таким образом он хотел затянуть следствие. Его мать заявила, что он сделал это, чтобы выгородить Ануфриева — на свиданиях в СИЗО Лыткин один раз сказал матери, что «из Артёма сделали дьявола», а он, Лыткин, «такой белый и пушистый». Ануфриев же заявил, что на Никиту давил следователь, угрожая ему переводом из одиночной камеры. Мать Лыткина опровергла заявление Ануфриева, сказав, что на тех ранних допросах, где она присутствовала, следователи на её сына никогда не давили, и что она не видит смысла в том, чтобы они давили на него теперь.

### Деятельность в интернете
Помимо совершения нападений, Ануфриев и Лыткин вели активную деятельность в социальных сетях. Совершенно не таясь, они описывали собственные преступления и даже бравировали их тяжестью. На своих личных страницах в социальных сетях Ануфриев писал: «Мы боги, решаем, кому жить, а кому умереть». Юноши также вели «вербовочные беседы» с рядом пользователей, которые посещали их страницы и группы. В переписке с неким Юрой Ануфриев предлагал своему собеседнику попробовать убить дворника в качестве «тренировки» и «подготовки психики»; в ходе судебного разбирательства Артём заявил, что с его аккаунта вёл переписку его знакомый, имеющий к нему доступ. Позже, когда во время следствия все пользователи, с которыми общались Ануфриев и Лыткин, были допрошены, выяснилось, что большинство из них просто не верило преступникам, считая, что они приписывают себе чужие преступления с целью привлечь к себе внимание. Вся переписка Ануфриева, изъятая в ходе следствия, составила 8 томов в виде 4600 страниц печатного текста, которые оставались засекреченными до окончания судебного процесса.

## Расследование
11 марта, после того, как было найдено тело Файзулина, в Академгородке прошёл митинг, посвящённый тому, какие меры надо предпринимать относительно происходящих событий. К тому моменту уже имелись сведения, что возраст убийц от 16 до 18 лет. Ануфриев и Лыткин также присутствовали на собрании, предлагали идеи и вели видеосъёмку на мобильный телефон. В Академгородке велось постоянное патрулирование. Были созданы специальные дружины, уровень преступности заметно снизился, но приложенные усилия к поимке убийц не привели. Между тем в Академгородке наблюдалась паника, вызванная дезинформацией относительно убийств, из-за чего среди горожан ходила самая распространённая версия, что маньяк один и ему приблизительно 30 лет. Ануфриев и Лыткин так ни разу и не попали под подозрения, потому что, со слов следователя Максима Хомяка, «все искали чужих. А эти парни были в Академгородке своими».
Журналист «Комсомольской правды» Ольга Липчинская за месяц до ареста «молоточников», когда, соответственно, никто не мог знать их личностей, дала такую характеристику «академовскому маньяку»:

Академовские жители думают, что они боятся маньяка-убийцы или подростков, подсевших на кровавое ремесло. Других версий насчет того, кто убивает, нет. А некий человек-паук, сидящий дома за компьютером, искренне развлекается, зная, как сильно люди боятся ЕГО. В самом деле — сотни людей именно по ЕГО сообщениям о жертвах собираются на площадях, организовывают народные дружины, боятся выходить на улицы. ОН, этот человек, чувствует себя победителем. У нас век Интернета, господа.

### Сфабрикованное дело Базилевского
15 января 2011 года по подозрению в убийстве мужчины, обозначенного в документах как «труп № 20» (эпизод № 6 в хронологии нападений), был задержан 19-летний бездомный Владимир Базилевский, у которого на одежде были следы крови. Ночь на 1 января Базилевский, по его словам, провёл в канализационном колодце, но оперативник, который его допрашивал, стал внушать ему обратное, используя побои. Со слов Базилевского, следователь буквально выбил из него признание убийства, заставив под диктовку написать чистосердечное признание. Имя убитого — Андрей по прозвищу «Тайга», — Базилевский, под давлением следователя, выдал наобум: так звали одного его знакомого. Против Базилевского было возбуждено дело по части 4 статьи 111 Уголовного кодекса РФ. На следственном эксперименте Базилевскому сначала сказали, где стоят баки, у которых произошло убийство, и как лежал труп, и только потом сняли его показания на камеру. Фактически основываясь на результатах биологической экспертизы, которая показала, что кровь убитого и кровь на одежде Базилевского имеют одну группу, судья Андрей Обыскалов в апреле 2011 года вынес Базилевскому обвинительный приговор, приговорив его к 4 годам. Впоследствии следователь Евгений Карчевский, проверяя показания «молоточников», нашёл дело Базилевского и обнаружил, что следователь по Свердловскому району СУ СК РФ по Иркутской области, который его вёл, Юрий Фёдоров назначил генетическую экспертизу, но, не дожидаясь её результатов, передал дело Базилевского в суд, в то время как экспертиза установила, что ДНК крови с одежды Базилевского не совпадает с ДНК убитого. Помимо того, что убитый из дела Базилевского совпадал по описанию с убитым из дела «молоточников», Карчевский обнаружил, что Андрей «Тайга» на самом деле жив. Он попросил прокуратуру пересмотреть дело, но ему отказали, однако, об этом вскоре узнали адвокаты правозащитной организации «Общественный вердикт», из-за чего второе ходатайство Карчевского было удовлетворено. В мае 2012 года Базилевский, после полутора лет отсидки, был выпущен из колонии, и все обвинения с него были сняты. Оперативник, который на него давил, так и не был найден. Юрия Фёдорова в конце июля того же года обвинили в фальсификации доказательств и отстранили от работы. 9 октября 2014 года он был осуждён на три года условно с запретом на два года занимать должности в государственных и муниципальных службах. За незаконный приговор адвокат Базилевского потребовал от государства выплату компенсации в размере 3 000 000 рублей, но в итоге 19 ноября 2013 года Свердловский районный суд Иркутска обязал государство выплатить компенсацию только в размере 300 000 рублей. Фёдоров вину не признал и подал апелляцию, после которой в феврале 2015 года его приговор был отменён и отправлен на пересмотр.

### Задержание и арест
За несколько дней до ареста мать Лыткина нашла в прихожей упаковку от ножа (по другим данным — нашла сам нож в кармане его куртки). На вопрос о том, зачем ему нож, Никита ответил, что носит его для самообороны. Чуть позже он сказал своей бабушке: «Я скоро пропаду». Арестовали «молоточников» 5 апреля 2011 года, после того как в Институте органической химии, где тогда работала бабушка Лыткина, раздали ориентировочные фотороботы. Бабушка Лыткина и её сын Владислав, дядя молодого человека, изучив их, заподозрили неладное, и Владислав пошёл к Лыткиным в гости. Никиты тогда не было дома, но у него как раз в тот момент была видеокамера дяди, в которой он по неосторожности оставил карту памяти с записью издевательств над трупом Алевтины Куйдиной. Увидев запись, Владислав отнёс камеру в полицию, и через полтора часа «молоточники» были задержаны сотрудниками оперативно-сыскного отдела полиции № 2. Лыткин на арест отреагировал спокойно, так как родственники уговорили его сдаться. К полуночи Лыткин и Ануфриев дали признательные показания под протокол, в которых признались в пяти убийствах и шести нападениях. Когда Ануфриев подписал протокол, он, подражая Пичушкину, заявил следователю Евгению Карчевскому, который его допрашивал: «Как говорил один герой, дайте мне стакан виски и сигару — и вы узнаете столько нового об этой жизни, что у вас волосы зашевелятся на голове». Позже количество преступлений увеличилось до шести убийств и десяти нападений. Также Ануфриев и Лыткин добавили, что вечером того дня они планировали очередное убийство.
В период следствия в квартире «Фридриха Обершульца» (знакомый убийцам еще со времён неонацистской организации и продолжавший с ними активную переписку в интернете), был проведён обыск, который ничего не дал, но Людмила Бегагоина из «Иркутского репортёра» заявила, что обыск был проведён слишком поздно и у того было время спрятать компромат. При обыске в квартирах Ануфриева и Лыткина были найдены 60-мм киянка, четыре зуба «перламутрово-жёлтоватого цвета», чёрная шапка с прорезями, пневматический пистолет (Ануфриев прятал его в электрической плите), складные ножи, видеокассеты, флеш-карты, блокноты и тетради с материалами экстремистского характера; во время суда государственный обвинитель зачитал их вслух. Мать Ануфриева во время обысков в их квартире в присутствии следователя и оперативников уничтожила одну из бумаг, которая явно могла скомпрометировать Артёма.
7 апреля 2011 года Свердловский районный суд Иркутска избрал меру пресечения в отношении Ануфриева и Лыткина в виде заключения под стражу сроком на два месяца. Впоследствии сроки содержания «молоточников» под стражей периодически продлевались: 6 июня 2011 они были продлены до 6 октября из-за необходимости проведения судебно-психиатрической экспертизы, но 5 октября стало известно, что сроки заключения были продлены ещё на два с половиной месяца. 13 февраля 2013 года, когда они в очередной раз истекли, адвокаты Ануфриева выступили с ходатайством, в котором попросили суд изменить ему меру пресечения на подписку о невыезде, а сам Ануфриев заявил, что опасности для общества в данный момент больше не представляет. Лыткин никаких ходатайств подавать не стал. Суд не согласился с доводами защиты и продлил обоим срок заключения под стражей до 13 мая.
9 июня 2011 года СМИ опубликовали видеообращение Ануфриева, записанное им по собственному желанию, где он принёс извинения потерпевшим и советовал родителям следить за своими детьми, чтобы в дальнейшем избежать подобных преступлений. Месяцем ранее было опубликовано открытое письмо Ирины Алексеевны Антиповой, бабушки Никиты Лыткина, в котором она обвинила интернет и СМИ в пропаганде насилия.
5 июля 2012 года Следственный комитет объявил об окончании следствия в отношении Лыткина и Ануфриева. 10 августа того же года, обвинительное заключение было утверждено.

## Суд

### Судебное следствие
12 августа 2012 года дело было передано в Иркутский областной суд.

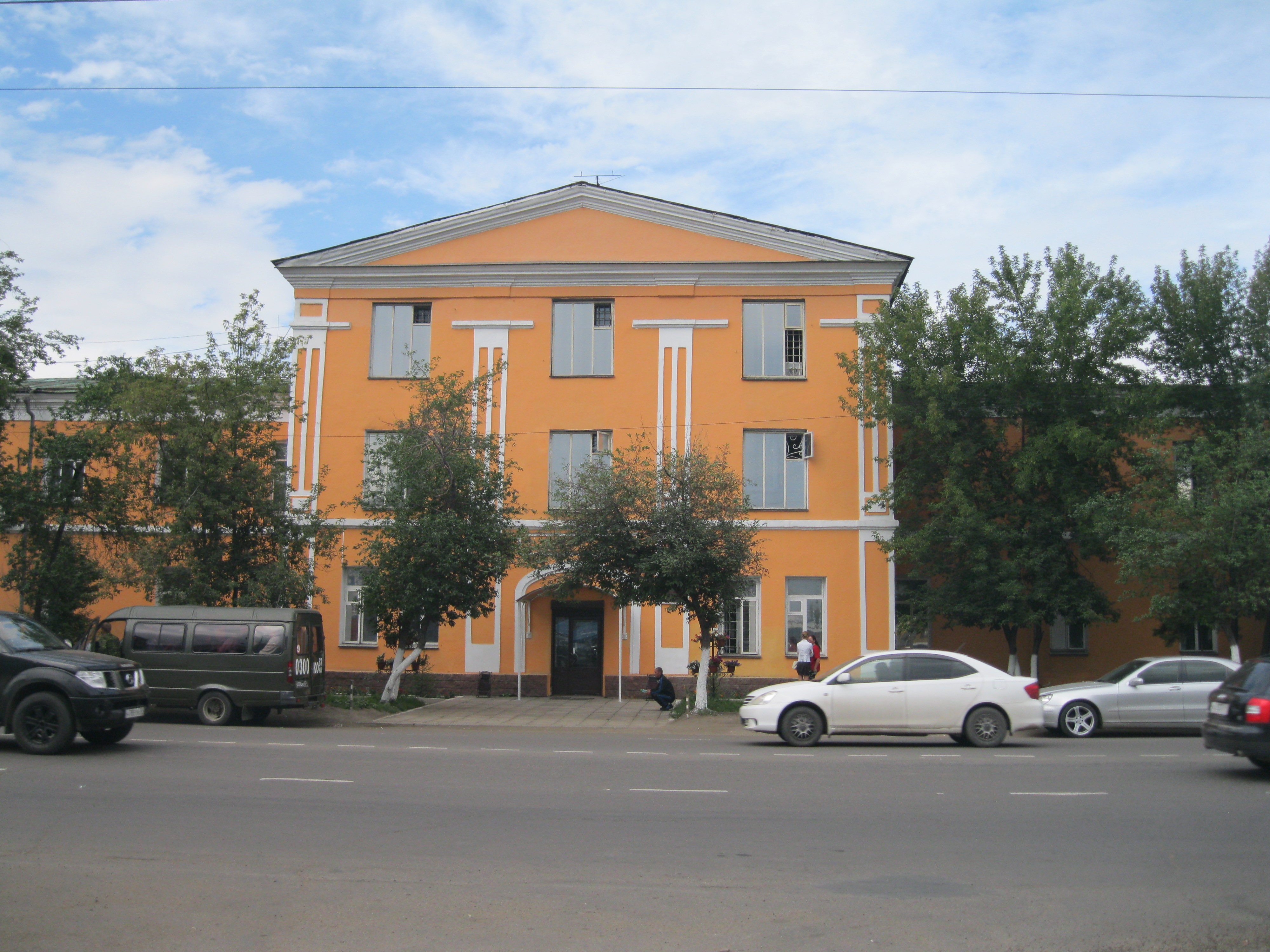
Здание следственного изолятора № 1 в Иркутске

Официально судебное следствие по делу длилось с 5 сентября 2012 года по 11 февраля 2013 года, за этот период было допрошено 16 потерпевших и более 50 свидетелей.
5 сентября 2012 года началось рассмотрение дела, которое в итоге составило 49 томов (по другим данным — 46 или 35 томов). На заседании суд удовлетворил ходатайство Ануфриева о вступлении в дело ещё одного адвоката, в связи с чем судебное заседание отложено до 10 сентября; таким образом, на процессе интересы подсудимых представляли три защитника (один — Лыткина, два других — Ануфриева).
Заседание 10 сентября началось с оглашения обвинительного заключения, которое прокурор зачитывал полтора часа. Всего Ануфриеву и Лыткину было предъявлено обвинение в шести убийствах (часть 2 статьи 105 УК РФ), девяти покушениях (часть 3 статьи 30 и часть 2 статьи 105 УК РФ), трёх грабежах (части 1 и 3 статьи 161 УК РФ) и надругательстве над телами умерших (часть 2 статьи 244 УК РФ). Помимо убийств, «молоточникам» было инкриминировано создание экстремистского сообщества (часть 1 статьи 282.1 УК РФ). Отдельно Артёму Ануфриеву было предъявлено обвинение по 14 эпизодам в привлечении в преступную деятельность несовершеннолетнего (Лыткину на протяжении почти всех убийств было 17). Ануфриев отказался признавать вину за привлечение, экстремизм, все покушения, грабежи и глумление над трупом, а из предъявленных ему шести обвинений в убийствах согласился только с двумя — с убийствами Ольги Пирог и Алевтины Куйдиной. Лыткин, напротив, отверг только вину в экстремизме.
В иркутском следственном изоляторе № 1 Ануфриев был помещён в общую камеру, Лыткин — в двухместную. Хотя судебно-психиатрическая экспертиза признала обоих вменяемыми, в СИЗО Ануфриев был поставлен на учёт как склонный к членовредительству и суициду, и психологи проводили с ним отдельную работу. На следственном эксперименте подозреваемых сопровождали по двадцать оперативников из-за опасения, что местные жители устроят над ними расправу. Отец Даниила Семёнова хотел присутствовать на эксперименте, но его не пустили во избежание попытки самосуда. Ануфриев присутствовал только на словесной проверке эксперимента, техническую проверку проводили лишь с одним Лыткиным. Впоследствии подсудимых поместили в разные одиночные камеры, так как имела место информация о возможной расправе над ними.
Судебный процесс проходил очень тяжело в психологическом плане. Из-за широкой огласки уголовного дела некоторые свидетели и потерпевшие отказывались давать показания, другие не хотели вновь возвращаться к трагедии. Во время суда несколько раз приходилось объявлять перерыв из-за того, что кто-то из свидетелей падал в обморок. Ануфриев на суде первое время вёл себя весьма цинично и тщательно конспектировал опросы свидетелей, чем вызвал их недовольство, но в какой-то момент потерял бодрость и два раза расплакался прямо в зале и, наконец, начал давать путаные показания, пытаясь повесить все убийства на Лыткина и утверждая, что только присутствовал в момент убийства, но ничего не делал. Показания Владимира (о том, что он знал о преступлениях, но молчал из-за опасения, что Ануфриев убьёт его) вызвали у Ануфриева негодование и он опроверг их все, упомянув, что Владимир в своё время якобы убил кавказца, а заодно предлагал Артёму нанести увечья его девушке, когда был с ней в ссоре. Владимир в ответ признался, что на самом деле соврал про убийство, чтобы не упасть в глазах неонацистов (с его слов, на момент суда он уже отошёл от них) и отрёкся от всех обвинений в адрес Ануфриева, который под конец суда стал твёрдо настаивать, что причастен только к убийству Пирог и Куйдиной. Лыткин же на протяжении всего суда выглядел отрешённым, вёл себя невыразительно, один раз после 4-часовой дачи показаний у него разболелась голова, из-за чего допрос был перенесён на другой день, но под конец разбирательства начал выдавать краткие ответы с множеством пауз.
16 октября 2012 года Ануфриев прямо в суде нанёс себе режущие раны в боковую часть шеи и расцарапал живот бритвой, которую пронёс в носке, когда его из СИЗО везли в суд. Он не смог объяснить, зачем это сделал. Его адвокат Светлана Кукарева посчитала это результатом сильного эмоционального всплеска, который был вызван тем, что его мать в тот день впервые появилась в суде. Средствами массовой информации упоминался случай, когда Ануфриев перед одним из заседаний порезал себе шею шурупом, открученным от раковины в конвойном помещении.

### Жалобы Ануфриева
6 ноября 2012 года Ануфриев подал жалобу на оперативных сотрудников и следователей ОП-2 Академгородка, обвинив их в жестоком психологическом и физическом обращении во время ареста и не менее жестоком обращении во время пребывания в камере. По его словам, признания в убийствах он сделал под давлением полицейских, а после происшествия 16 октября в камере временного содержания, в которой он находился в период перерывов в суде, конвоиры пристегнули его наручниками к решётке окна. Ануфриев также подал жалобу на то, что не получает на руки материалы по его делу, и что 3 октября он по вине конвоиров оказался в одном отсеке спецавтомобиля с парой скинхедов, которые, будучи тоже арестованными, проходили свидетелями по его делу. Проведённая проверка по факту членовредительства не выявила никаких нарушений в действиях полиции: было установлено, что наручники применялись к Ануфриеву в соответствии с федеральным законом «О полиции», и что в его личном деле не было никаких отметок о необходимости отдельного содержания от других заключённых. Тем не менее, его адвокаты отмечали, что через несколько дней после ареста экспертиза зафиксировала у Ануфриева ссадину в области темени, нанесённую касательным ударом твёрдого тупого предмета.
В начале декабря на судебном заседании была показана видеозапись с показаниями Ануфриева на следственном эксперименте, после чего судья спросил подсудимого, подтверждает ли он их, однако Ануфриев опроверг свои слова относительно убийства бездомного мужчины, совершённого в ночь с 10 на 11 марта (с его слов, он бы не смог попасть в убитого из пневматики даже с двух шагов), а затем и показания насчёт нападений с использованием ножа. Артём заявил, что он рассказывал всё это на следственном эксперименте только потому, что так ему велел следователь. Когда судья спросил Ануфриева, почему он об этом молчал, Ануфриев ответил, что у него нет права голоса, а его адвокат «как мебель в кабинете сидел». Тогда же он объявил, что переносил в камере СИЗО побои и унижения со стороны сокамерников, а когда решил поменять адвоката, ему сказали, что делать это не стоит, так как «адвокаты вытягивают деньги» и всё равно ему грозит пожизненное заключение. Также он заявил, что в протоколе проверки показаний на месте, прошедшей 11 апреля (по другим данным — 4 апреля) 2011 года, стоит подпись, сделанная от его имени другим лицом. По ходатайству государственного обвинителя была назначена почерковедческая экспертиза, проведение которой поручили Иркутской лаборатории судебной экспертизы. Это стало одной из причин затяжки судебного следствия. Экспертиза признала, что подпись Ануфриева является подлинной, что вызвало множество возражений со стороны последнего, который продолжал настаивать, что подписи в протоколах поставлены не им.
С самого начала суда Ануфриев твёрдо настаивал на своей непричастности к убийствам (признав вину только в убийстве Пирог и Куйдиной), ссылаясь на то, что материалами дела его вина так и не была доказана. Когда Лыткин заявил о непричастности Ануфриева к четырём убийствам, последний начал ходатайствовать о проверке посещения Лыткина следователем и допросе дежурного конвоя. Суд отказал ему в этом, зато удовлетворил ходатайство обвинения — отныне убийц из зала суда этапировали раздельно, исключив при этом их общение друг с другом.

### Судебные прения и приговор
18 февраля 2013 года по делу Ануфриева и Лыткина начались судебные прения. Первым в прениях выступил государственный обвинитель, который с учётом всех исследованных в судебном заседании доказательств и с учётом позиции подсудимых просил суд признать подсудимых виновными и приговорить Ануфриева к пожизненному лишению свободы с отбыванием в исправительной колонии особого режима, а Лыткина — к 25 годам лишения свободы с отбыванием наказания в колонии строгого режима. Помимо этого, прокурор в конечном итоге отказался предъявлять Ануфриеву обвинение по вовлечению в преступную деятельность несовершеннолетнего, обосновав свой отказ тем, что возрастная разница между Ануфриевым и Лыткиным составляла всего полгода.
25 февраля в прениях выступили защитники подсудимых. Адвокаты Ануфриева попросили суд вынести ему оправдательный приговор, при этом те два эпизода убийств, в которых он признал вину, они в расчёт не брали, ссылаясь на то, что во время съёмки убийства бездомной женщины Ануфриев всё время держал камеру, а в аудиозаписи убийства Пирог невозможно было установить, что он тоже принимал там участие, в свою очередь адвокат Лыткина настаивал на сокращении срока последнего до 20 лет лишения свободы.

Благодаря СМИ на мне теперь пятно, от которого не отмыться. Мой дед — ветеран ВОВ, а меня называют фашистом — тем, от кого он нас защищал. Материалами дела моя вина не доказана. Я признаю себя виновным только в убийстве Ольги Пирог, а также в глумлении над трупом, но только в том, что снимал это на камеру. Во всех остальных преступлениях не участвовал. Как это ни глупо звучит, но я сам не понимаю, почему я это сделал. Не знаю, что на меня нашло. Искренне соболезную. Считаю, что нет таких людей нашего возраста, которых нельзя было исправить. Исправить можно любого человека в любом возрасте. Было бы желание. У меня это желание есть.
2 апреля 2013 года Иркутский областной суд приговорил Ануфриева к пожизненному лишению свободы с отбыванием в колонии особого режима, Лыткина — к 24 годам лишения свободы, из которых пять лет он должен был провести в тюрьме, а оставшиеся — в колонии строгого режима. После освобождения Лыткин ещё год должен был быть ограничен в передвижении с запретом покидать территорию места жительства и выезда за границу. Приговор, насчитывавший около 150 страниц, зачитывался 8 часов, в течение которых один из присутствующих в зале — мужчина, в период убийств бывший в числе дружинников, патрулировавших Академгородок, — упал в обморок. Ануфриев всё это время равнодушно смотрел в пол, Лыткин заметно нервничал, но глаза не опускал. Он остался в таком состоянии даже тогда, когда был зачитан его срок заключения. Ануфриев, напротив, услышав вердикт судьи, упал на скамью и зарыдал. После оглашения приговора он крикнул потерпевшим: «Ну, что, довольны?» (по другим данным, его слова были адресованы следователю Евгению Карчевскому, который проводил их допрос). В ответ мать Даниила Семёнова Светлана крикнула ему: «А ты доволен был, когда моего сына убивал, 12-летний ребёночек в земле лежит!». Лыткин на приговор никак не отреагировал и на Артёма не смотрел. Приговор вызвал резкую критику со стороны потерпевших, которые посчитали, что Лыткин заслуживает аналогичного пожизненного заключения. Светлана Семёнова подала апелляцию и лично написала письмо Владимиру Путину. Между тем, одна из выживших жертв, Нина Кузьмина, посчитала приговор в отношении Лыткина справедливым, даже несмотря на то, что именно он напал на неё.
Примерно до октября 2013 года убийцы продолжали оставаться в иркутском СИЗО. За это время их адвокаты оспорили решение областного суда в Верховном суде РФ, где 3 октября состоялось слушание апелляционных жалоб, на котором решением Верховного Суда срок Лыткина был сокращён с 24 лет до 20, так как был учтён его несовершеннолетний возраст на момент большинства убийств, а назначение срока в виде пяти лет в тюрьме было признано необоснованным. Приговор в отношении Ануфриева был оставлен без изменений.

### Гражданское судопроизводство
В ноябре 2012 года выжившая Екатерина Карпова предъявила Ануфриеву и Лыткину гражданский иск на 1 миллион рублей. Затем иск предъявили ещё двое — тоже одна из выживших жертв, которая оценила ущерб в 800 тысяч рублей, и сын Алевтины Куйдиной, который тоже оценил ущерб в 1 миллион рублей. Во время оглашения приговора Иркутский областной суд постановил, что общая сумма компенсации, которую должны выплатить преступники, равняется 2 750 000 рублей, из них 500 000 рублей они должны выплатить Нине Кузьминой. Гособвинитель Александр Шкинёв заявил, что выплачивать компенсации «молоточникам» придётся из средств, которые они заработают в тюрьме, поэтому они вряд ли смогут когда-нибудь рассчитаться со всеми потерпевшими.

## В заключении

### Ануфриев
27 января 2014 года Ануфриев был этапирован в ИК-5 УФСИН России по Вологодской области, более известную как «Вологодский пятак», где стал самым молодым на тот момент заключённым. В апреле у него взяли интервью журналисты «Комсомольской правды», в котором Ануфриев дал понять, что совершенно не раскаивается, виновным себя не считает и с приговором не согласен. «Ваши коллеги мне помогли сюда забраться. Я смотрю, вам всё время что-то от меня надо», — заявил он, а затем сообщил, что впредь будет разговаривать с представителями прессы, только если ему будут платить за это. Он добавил, что его семья предпринимает различные меры, благодаря которым он может получить условно-досрочное освобождение, но сам он на это не рассчитывает, а также признался, что в данный момент он пишет книгу, не пояснив, о чём именно.
21 апреля 2016 года суд Иркутска частично удовлетворил иск Ануфриева о компенсации морального вреда и взыскал с министерства финансов Российской Федерации денежную компенсацию в его пользу. Размер компенсации не был озвучен, но было объявлено, что суд счёл запрашиваемую Ануфриевым сумму компенсации завышенной, поэтому она была уменьшена.
В феврале 2017 года Ануфриев снялся в репортаже для информационно-аналитического шоу канала НТВ «Правда Гурнова», где сообщил, что изучает право в Латвийском университете.

### Лыткин
Лыткин в декабре 2013 года был этапирован в Республику Якутия (Саха). В 2015 году Лыткин был переправлен в кемеровскую исправительную колонию № 41, где была проведена новая судебная психолого-психиатрическая экспертиза, в ходе которой было установлено, что он страдает тяжёлым душевным расстройством. В августе 2016 года Заводской районный суд города Кемерово постановил отменить тюремное заключение и направить его на принудительное лечение в психиатрической лечебнице, но до вступления в силу этого решения Лыткин совершил нападение на другого заключённого (нанёс ему около восьми ударов по голове металлическим совком для мусора), после чего дал признательные показания, пояснив, что хотел убить этого заключённого, рассчитывая, что после этого будет приговорён к пожизненному заключению и переведён в «Вологодский пятак», где содержится Ануфриев. Предыдущий вердикт суда был аннулирован. По итогам новой экспертизы Лыткин был признан опасным рецидивистом и 1 июня 2017 года приговорён судом всего лишь к 11 годам заключения, поскольку пострадавший заключённый остался жив.
В 2018 году Лыткин был этапирован в ангарскую исправительную колонию № 7. По словам одного из его сокамерников, тот подвергался тотальному остракизму со стороны других заключённых и занимал крайне низкое положение в тюремной иерархии. 
28 ноября 2021 года во время утренней проверки он был обнаружен в общежитии своего отряда с перерезанными венами на руках. Дежурный фельдшер оказал ему первую помощь, после чего его доставили в городскую больницу Ангарска, где он и скончался 30 ноября. По данным следствия, незадолго до смерти он несколько раз угрожал покончить с собой и требовал смягчить свои условия отбытия наказания. Основываясь на вышеперечисленных фактах, следствие предварительно объявило, что Лыткин, вероятнее всего, попытался только инсценировать попытку самоубийства и «перестарался».

## Комментарии
1. ↑  На самом деле три года, так как были учтены два года нахождения в заключении до вынесения приговора.